# Едуард Чалић
Едуард Чалић (Марчана, 14. октобар 1910 — Салцбург, 29. август 2003) je био хрватски историчар, новинар и публициста. Један је од најзначајнијих хрватских новинара и историчара свих времена. Био је доследан антиревизиониста, преводилац, радио драмски писац и популаризатор науке и организатор многих изложби. На француски је превео Војновићеву дубровачку трилогију. Својим богатим научним, стручним и популаризацијским опусом и као изразити хуманиста и демократа значајно је допринео афирмацији свог истарског завичаја, хрватског народа и Хрватске.

## Живот и каријера
Рођен је у угледној и имућној хрватској породици, 14. октобра 1910. године у градићу Марчана у јужној Истри, око 15 km североисточно од Пуле у Истарској жупанији, у Хрватској. У родној Марчани провео најраније детињство и започео основну школу.
Када се у Истри све променило 1918. године након окупације овог дела Хрватске од стране Краљевина Италија, а фашисти почели да трасирају пут до моћи, породица Чалић је међу првима били приморани  да напусте домовину (1921), као део стотина хиљада прогнаних Хрвата и Словенаца из Истре.
Након пресељења Чалић је школовање наставио на Сушаку (Краљевина СХС), граду близанцу тадашње Ријеке (Краљевина Италија). Дипломирао је у Карловцу (1931), а диплому права стекао је у Загребу (1937). Као добар студен, са одличним знањем, на предлог проф. Базала упућен је на последипломске студије у Берлин (јер је од  1936. године био сарадник загребачког дневника Новости, од 1939. дописник Великог немачког рајха).
У Хрватској је био под сталним утицајем фашистичких терориста, који су му указивали на његов будући пут. Међутим он није могао да остане равнодушан у  нацистичком окружењу и свестрано је помагао политички, расно и на друге начине прогоњеним људима.
Краја студија и одбрана доктората, Едуарда је затекла 1941. године, па су му власти забраниле његову докторску промоцију.
Ухапшен је приликом бекства из Немачке и затворен у Берлину и затворен у концентрациони логор смрти Sachenhausen-Oranieburg (od 1942). Све време боравка у логору Едуард се није предао судбини: био је повереник (наравно, тајни) југословенских логораша и члан међународног комитета покрета отпора. 
Накако је успео да жив дочека своју слободу 4. маја 1945. године и до 1946. године сарађивао је са Црвеним крстом у враћању преживелих заточеника из Немачке у домовину.
По завршетку Другог светског рата до 1975. живео је у западном Берлину, затим у Паризу. Од 1959. био је новинар-коментатор светски познатог париског листа  Combat и сарадник новинске агенције Опера Мунди.
Докторат је одбранио  тек 1963. године  у западном Берлину. Али чак и без доктората, у међувремену је постао историчар и политиколог светског гласа. Конкретно, бавио се узроцима Другог светског рата и његовим развојем и практичним последицама паннемачке, нацистичке идеологије која влада у Трећем рајху од 1930-тих.
На пољу друштвених наука, био је један од оснивача Међународног комитета за научно проучавање узрока и последица Другог светског рата у Луксембургу. Као  дугогодишњи секретар овог комитета,   организовао је два међународна симпозијума у Загребу, у сарадњи са Хрватском академијом знаности и умјетности. Резултати  ових симпозијума објављени у два рада Академије : Други светски рат и Мир међу народима (1970) и Снаге и путеви мира (1978).
Био је у браку са  немицом  Елке-Марие Чалић,  са којом има ћерку  немачку историчарку Мари Жанин Чалић, познату у Србији и у професионалним круговима по високо цењеним студијама, објављених 2004. године (Друштвена историја Србије 1815-1941: Полагани напредак у индустријализацији, Београд, преведених и објављених на српски језик). и делу  Рат у Босни и Херцеговини: Узроци конфликтне структуре - међународни покушаји решавања (Der Krieg in Bosnien-Hercegovina: Ursachen, Konfliktstrukturen, internationale Lösungsversuche: 1995).  Чалићеви нећаци су Јосип и Јаков Гумзеј.
Након распада Југославије 1990-тих предложен је за саветничко место председника Фрање Туђмана у области људских права.
Преминуо је у Салцбург, Аустрија 29. август 2003. године у 93 години живота.

## Дело
Чалић је својим радом ушао у светску историју врхунског новинарства, између осталог, зато што тога што је открио свету: Кина има атомску бомбу; и као извештач са судбоносне мировне конференције у Паризу 1947. која је такође одлучивала о будућности његовог родног краја, Истре.
Објавио је серију и значајан број новинских чланака трајне вредности,  истраживачког, аналитичког карактера, међу којима многи од њих и данас имају вредност извора.
Користећи се новим облицима  медија, тада веома популарним радиом, Чалић је одобрио за извођење у разним земљама неколико његових драма  (као што је нпр била она о великом афричком истраживачу и научнику А. Швајцеру), мада су неке драме реализоване  на класичан начин, нпр. у чувеној Комеди франсез, о познатом Ј.  Јауресу. Снимио је и бројне документарне али и телевизијске филмове.
Чалић је своје богато филолошко знање преточио и у преводилачки опус, па је на пример један од његовик капиталних превода била, Војновићева Дубровачка трилогија (коју је превео на француски језик).
Био је и организатор многих изложби.
Као аутор низа књига научне и стручне вредности, он је њиховим садржајем успео да популарише историјске и политичке науке. Ова дела штампана су у Аргентини, Француској, Јапану, Немачкој, бившој СФР Југославији, Сједињеним Америчким Државама и Републици Хрватској.
На основу њему расположивих извора, Чалић је први разбио мит о непостојању холокауста у Трећем рајху. Први је доказао - да су нацисти сами спалили Рајхстаг да би изазвали смртоносне прогоне, да атентат на француског министра спољних послова Л. Бартоа и краља Александра нису организовале усташе, већ нацисти, Гестапоа.
Глас Истре објавио је неколико интервјуа у којима је др Чалић научно објаснио најтежа поглавља европске историје и упозорио на опасности које су претиле и прете старом континенту, укључујући и Хрватску. Ови његови интервјуи објављени су у неколико хрватских новина.
Чалићево животно дело је „Европска трилогија“ у тритома  (Смртни удар Европи, Анатомија Версаја и Пад Трећег рајха). Међу његовим бројним књигама је „Хитлер без маске“ објављен 1968. године у Франкфурту, али и његово последње дело пред смрт „Од Хитлера до Бин Ладена“ у издању Ц.А.С.Х. из Пуле, Библиотека Histria Croatica
Добитник је многих награда, укључујући Француску међународну награду за отпор за животно дело.

## Други о Едуарду Чалићу
Главни тужилац у Нирнбергу, др Роберт Кемпнер, рекао је да свако ко жели да сазна истину о Другом светском рату треба да прочита Чалићева дела.
Данијел Голдхаген, аутор књиге „Хитлер и његови вољни извршитељи“, оценио је Чалићеву књигу као једно од десет најважнијих дела о нацистичким злочинима.  

## Спомен библиотека Едуарда Чалића
Спомен библиотека др Едуард Чалић посвећена истраживању нацизма, фашизма, антисемитизма, холокауста и узрока и последица Другог светског рата, основана је у јануару 2004. године у Универзитетској библиотеци у Пули. Ова збирка која садржи 784 тома књига из библиотека покојног Чалића, настала је захваљујући донацији, коју је у складу са жељом др Чалића, поклонила његова удовица, госпођа Елке-Марие Чалић из Салцбурга.
Ова збирка садржи научне и публицистичке књиге које истражују нацизам, фашизам, антисемитизам, холокауст и узроке и последице Другог светског рата. Књиге су углавном на немачком, али и на француском, енглеском, хрватском и другим језицима. Десетак књига објављено је пре 1945. године, а остале су објављене у периоду од 1945. до 2000. године. Поред тога, даривано је  и око две стотине документарних фотографија, углавном копираних у немачким архивима и музејима, снимљене тридесетих година 19. века и током Другог светског рата а односе се на поменуту тему. Библиотека у својој колекцији има и око две стотине томова књига које се баве овим темама, намењена је историчарима, као и свим грађанима који желе да сазнају историју  трагичних догађаја који су обележили 20. век. Путем интернета ова колекција је постала доступан широком кругу корисника у Хрватској и широм света.
Поред историјске и истраживачке вредности ове колекције, има за циљ да упозна и подигне свест  о антифашистичким основама модерне Европе, а и има и међународни значај који проистиче из вишејезичног карактера колекције.

## Признања
Едуард Чалић је за свој рад добитник неколико награда, међу којима су најзначајније:  
- Бугарски орден Светог Ћирила и Методија првог реда
- Француска међународна награда отпора за животно дело (1985)
- Избор за дописног члана Хрватске академије знаности и умјетности 2002.